# Łukasz A. Plesnar
Łukasz A. Plesnar (ur. 22 października 1951 w Krakowie, zm. 17 października 2019 tamże) – polski teoretyk i historyk filmu specjalizujący się w historii kinematografii amerykańskiej oraz teorii i historii gatunków filmowych (szczególnie westernu oraz semiotyce filmu), profesor nauk humanistycznych, autor i redaktor publikacji z zakresu teorii i historii filmu.

## Życiorys
Zgodnie z rodzinną tradycją ukończył II Liceum Ogólnokształcące im. Króla Jana III Sobieskiego w Krakowie. Studiował polonistykę i filozofię na Uniwersytecie Jagiellońskim.
W latach 1974–1982 pracował w Zakładzie Filmu i Telewizji Instytutu Kultury Polskiej Uniwersytetu Śląskiego. Od 1983 związany był z Uniwersytetem Jagiellońskim: najpierw z Katedrą Filmu i Telewizji Instytutu Filologii Polskiej a potem z Instytutem Sztuk Audiowizualnych.
W 1980 obronił na Uniwersytecie Łódzkim pracę doktorską zatytułowaną Sposób istnienia i budowa dzieła filmowego (promotor: Alicja Helman). W 1990 uzyskał na Wydziale Filologicznym Uniwersytetu Jagiellońskiego stopień naukowy doktora habilitowanego na podstawie rozprawy pod tytułem Semiotyka filmu. Tytuł profesora nauk humanistycznych otrzymał w 2011 roku.
Był stypendystą Ministerstwa Kultury Republiki Francuskiej, The Calgary Institute for the Humanities przy University of Calgary, The Reuter Foundation, German Marshall Fund i Duke University. W 1980 współorganizował NSZZ „Solidarność” na Uniwersytecie Śląskim.
Od stycznia do lipca 1982 internowany. Od 1984 do 1995 był członkiem komitetu redakcyjnego czasopisma „Arka” (do 1989 w drugim obiegu) wydawanego w Krakowie. W latach 1992–1993 pełnił funkcję dyrektora i redaktora naczelnego Ośrodka Telewizyjnego w Krakowie.
W okresie od 1996 do 1999 był dyrektorem Instytutu Sztuk Audiowizualnych Uniwersytetu Jagiellońskiego a w latach 1999–2002 prodziekanem do spraw finansowych Wydziału Zarządzania i Komunikacji Społecznej UJ. Aż do śmierci kierował Katedrą Historii Filmu w Instytucie Sztuk Audiowizualnych. W latach 1997–2002 zorganizował i kierował studiami podyplomowymi „Reklama” przy Instytucie Sztuk Audiowizualnych UJ, natomiast w latach 2000–2004 był organizatorem i kierownikiem studiów podyplomowych Public Relations działających przy Instytucie Ekonomii i Zarządzania UJ.
W 2000 został uhonorowany Złotym Krzyżem Zasługi.
Za największe filmy w historii kina uważał Obywatela Kane'a Orsona Wellesa, Ran Akiry Kurosawy i Generała Bustera Keatona.

## Wybrane publikacje książkowe
Był autorem kilkunastu książek i wielu artykułów i rozdziałów w pracach zbiorowych z teorii i historii filmu oraz ok. 400 haseł encyklopedycznych.
Do jego najważniejszych publikacji książkowych należą m.in.:
- Studies in Film Semiotics, Wien/Vienna – Sydney – Los Angeles: S. & B. Publishers, 1988, stron 70 (współautor: Waclaw M. Osadnik).
- Sposób istnienia i budowa dzieła filmowego, Kraków: Wydawnictwo Literackie, 1990; stron 280.
- Semiotyka filmu, Kraków: Uniwersytet Jagielloński, 1990; stron 166.
- 100 westernów. Leksykon, Kraków: Rabid, 2000;, stron 124 (współautor: Jacek Ostaszewski); stron 123.
- 100 filmów wojennych. Leksykon Kraków: Rabid, 2002; stron 154.
- Mistrzowie kina amerykańskiego. Klasycy (redakcja razem z Rafałem Syską), Kraków: Rabid, 2006); stron 450.
- Mistrzowie kina amerykańskiego. Bunt i nostalgia (redakcja razem z Rafałem Syską), Kraków: Rabid, 2007); stron 534.
- Twarze westernu, Kraków: Rabid, 2009; stron 766.
- Mistrzowie kina amerykańskiego. Współczesność (redakcja razem z Rafałem Syską); Kraków: Rabid, 2010); stron 696.
- Arcydzieła klasycznego kina amerykańskiego (redakcja razem z Rafałem Syską), Kraków: EKRANy, 2013); stron 348.
- Ziemia niczyja, ziemia obiecana. Obraz granicy w literaturze amerykańskiej (Kraków: Wydawnictwo UJ, 2015), stron 418.